# Storfors (comune)
Storfors è un comune svedese di 4 333 abitanti, situato nella contea di Värmland. Il suo capoluogo è la cittadina omonima.

## Località
Nel territorio comunale sono comprese le seguenti aree urbane (tätort):
- Kyrksten
- Storfors